# Pheidole davisi
Pheidole davisi är en myrart som beskrevs av Wheeler 1905. Pheidole davisi ingår i släktet Pheidole och familjen myror. Inga underarter finns listade i Catalogue of Life.

## Bildgalleri

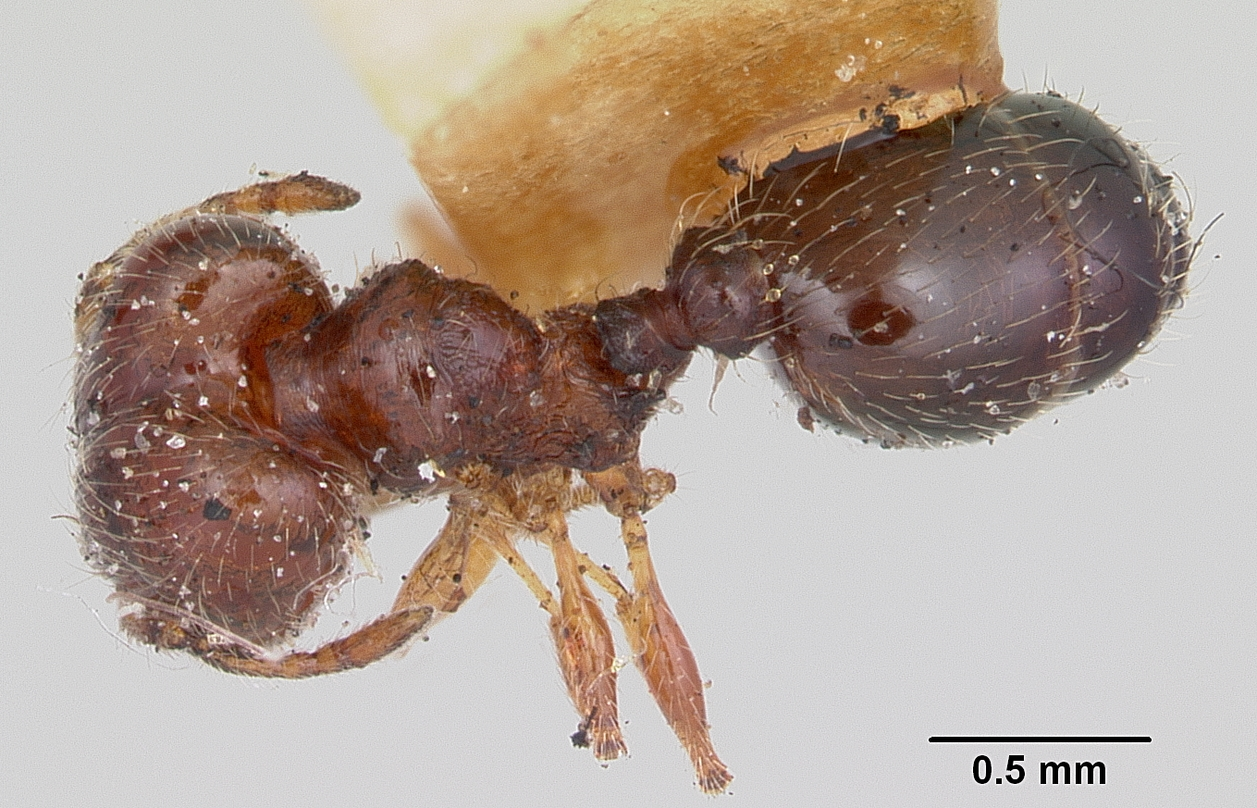
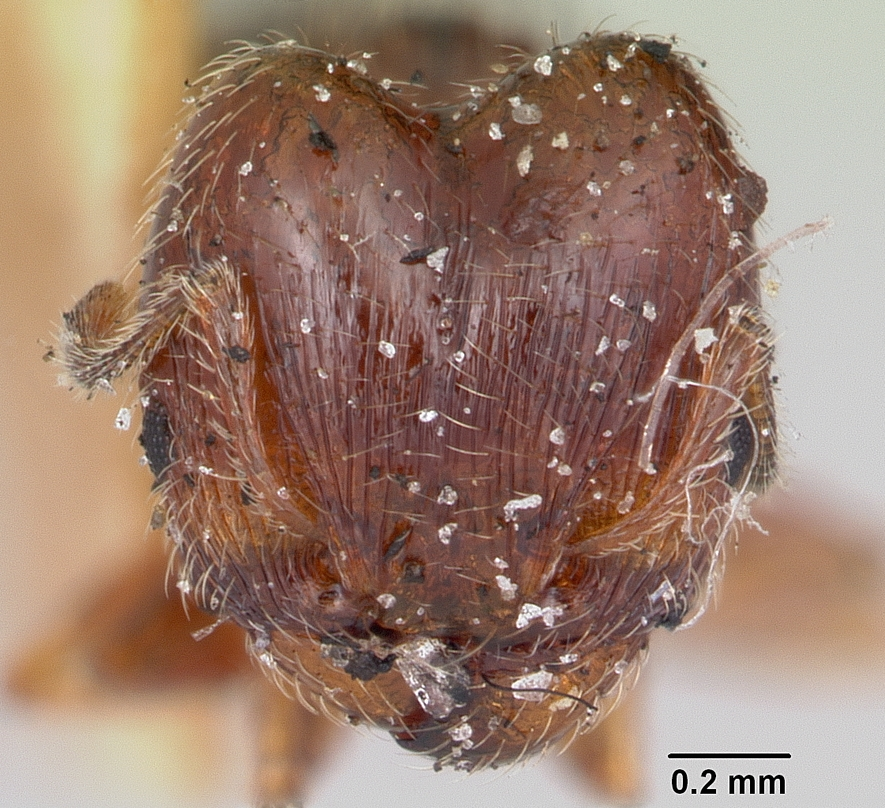
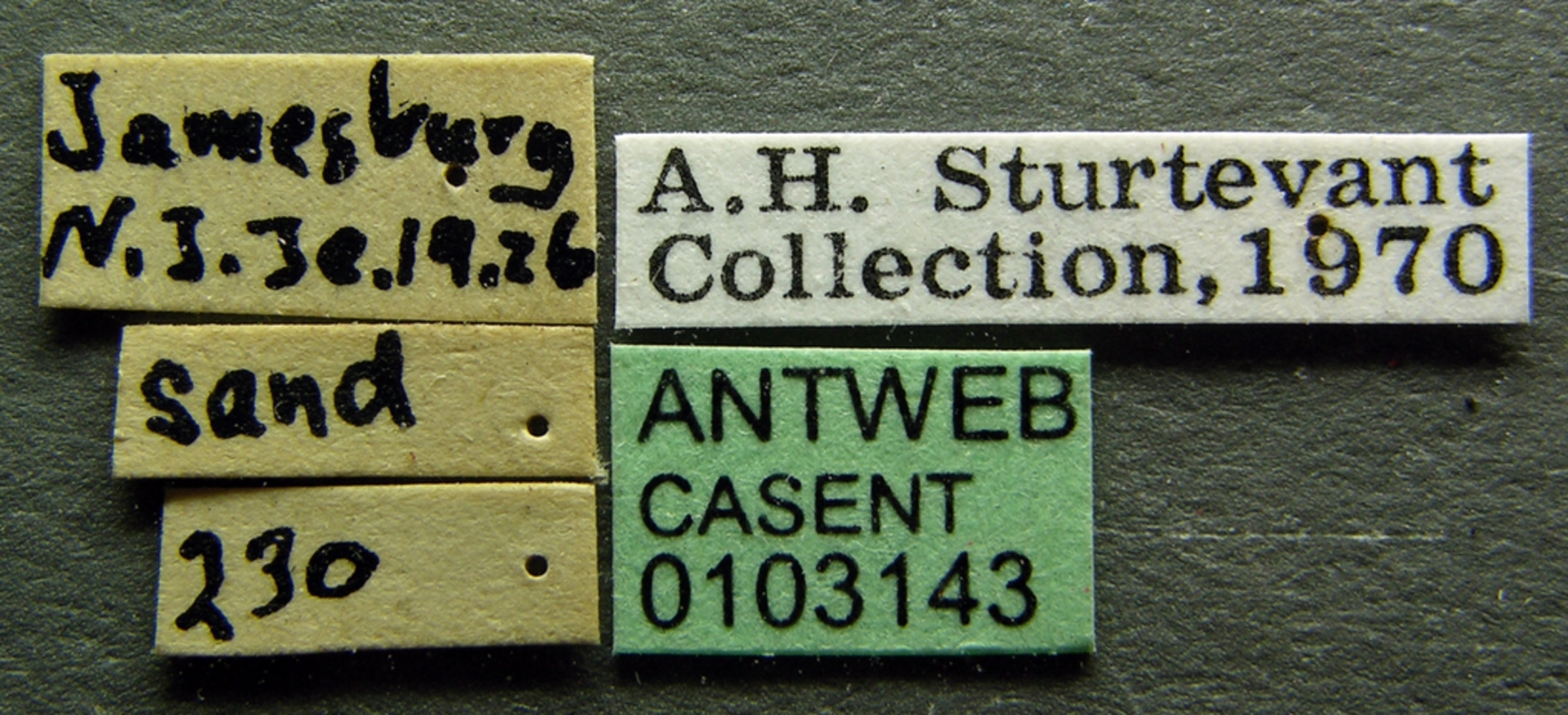
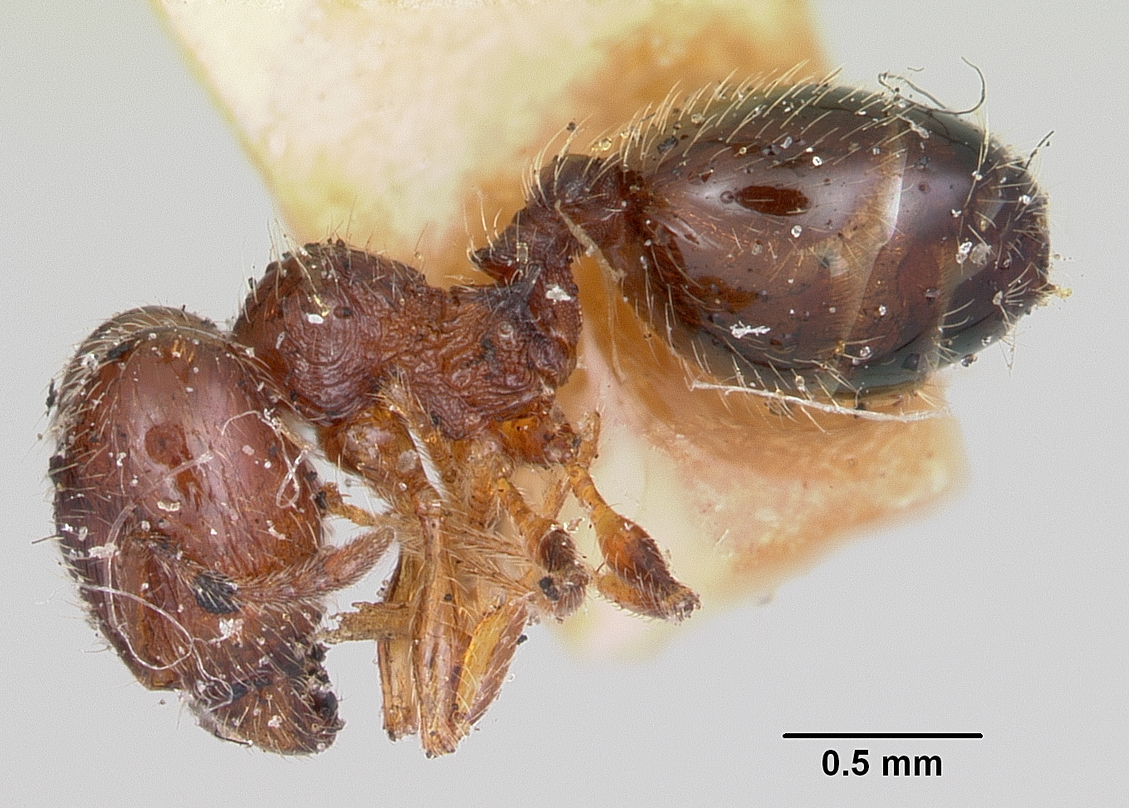
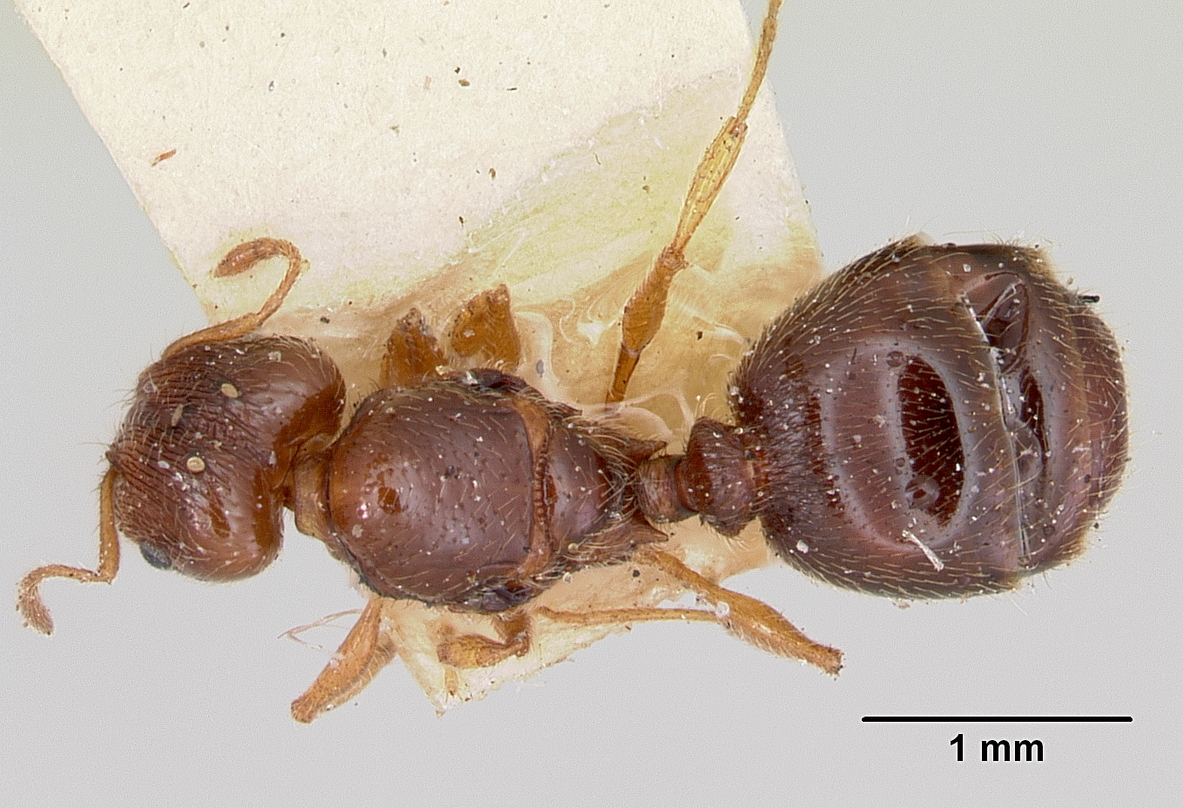
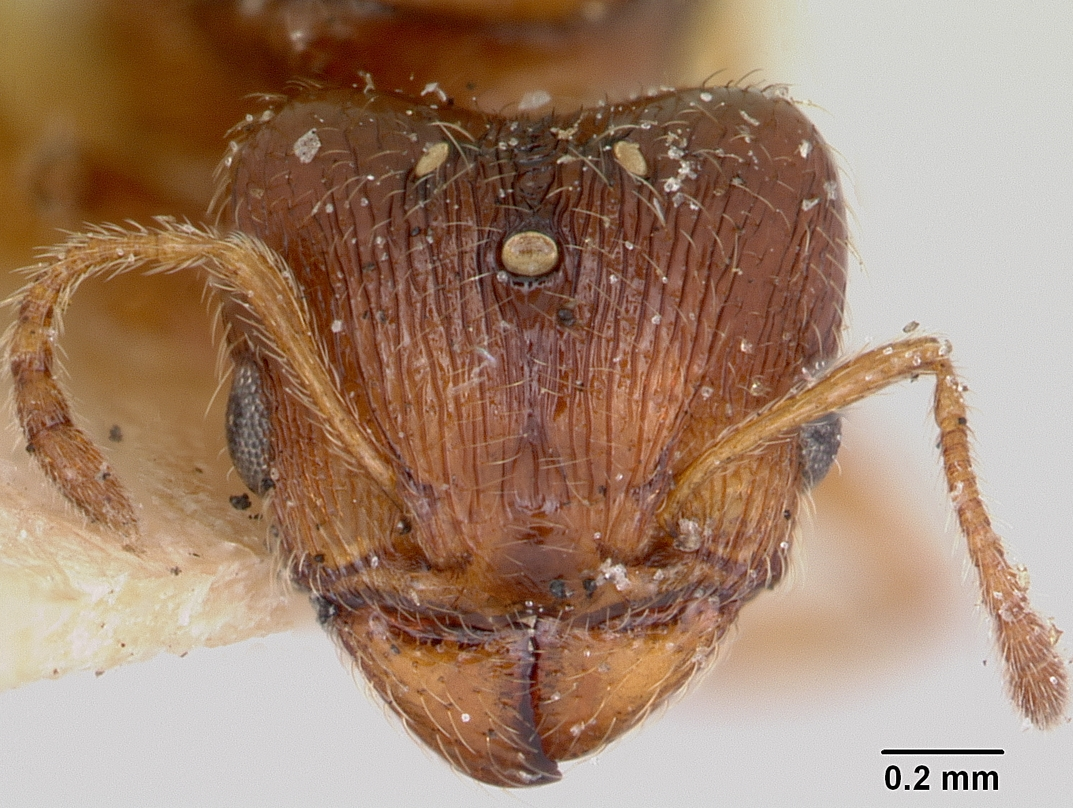